# Yoshiaki Maruyama
Yoshiaki Maruyama (jap. 丸山 良明 Maruyama Yoshiaki; ur. 12 października 1974) – japoński piłkarz występujący na pozycji obrońcy.

## Kariera klubowa
Od 1997 do 2011 roku występował w klubach Yokohama F. Marinos, Montedio Yamagata, Albirex Niigata, Vegalta Sendai, AC Nagano Parceiro, Chonburi i Thai Port.